# 1780er
Portal Geschichte | Portal Biografien | Aktuelle Ereignisse | Jahreskalender | Tagesartikel

◄ |
17. Jh. |
18. Jahrhundert
| 19. Jh. | ►

◄ |
1750er |
1760er |
1770er |
1780er
| 1790er | 1800er | 1810er | ►

1780 |
1781 |
1782 |
1783 |
1784 |
1785 |
1786 |
1787 |
1788 |
1789

## Ereignisse
- 1781: Immanuel Kant veröffentlicht die Kritik der reinen Vernunft.
- bis 1783: Amerikanischer Unabhängigkeitskrieg.
- 1789: Ausbruch der Französischen Revolution.

## Wissenschaft
- 1783: Jean-François Pilâtre de Rozier und sein Passagier François d’Arlandes absolvieren die erste erfolgreiche Fahrt eines bemannten Heißluftballons (einer Montgolfière) in Frankreich.
- Cartwright trägt mit seiner Entwicklung des mechanischen Webstuhls bedeutend zur industriellen Revolution bei.
- Die Forschungsarbeiten von Henry Cort führen zum Puddelverfahren.

## Persönlichkeiten
- Marie-Joseph Motier, Marquis de La Fayette, französischer General und Politiker
- Ludwig XVI., König von Frankreich
- Joseph II. Erzherzog in Österreich, Kaiser des HRR
- Leopold II., Erzherzog in Österreich, Kaiser des HRR
- Karl III., König von Spanien
- Karl IV., König von Spanien
- Friedrich Wilhelm II., König von Preußen
- Pius VI., Papst
- Katharina II., Zarin in Russland
- Georg III., König des Vereinigten Königreiches von Großbritannien und Irland
- William Pitt der Jüngere, Premierminister des Vereinigten Königreiches von Großbritannien und Irland
- William Petty, 2. Earl of Shelburne, Premierminister des Vereinigten Königreiches von Großbritannien und Irland
- William Henry Cavendish-Bentinck, 3. Duke of Portland, Premierminister des Vereinigten Königreiches von Großbritannien und Irland
- George Washington, Präsident in den Vereinigten Staaten
- John Adams, Präsident in den Vereinigten Staaten
- Benjamin Franklin, Staatsmann in den Vereinigten Staaten
- Aga Mohammed Khan, Schah in Persien
- Kōkaku, Kaiser von Japan
- Qianlong, Kaiser von China

## Film- und Unterhaltungsbezug
- Die Meuterei auf der Bounty fand im April 1789 statt. Sie wurde mehrfach verfilmt.